# 법정해제
법정해제(法定解除)은 법률규정에 의하여 계약을 해제하는 것을 말하며 당사자 합의에 의한 약정해제와 구분된다.

## 판례
- 이행지체를 이유로 계약을 해제함에 있어서 그 전제조건인 이행의 최고는 반드시 미리 일정기간을 명시하여 최고하여야 하는 것은 아니며 최고한 때로부터 상당한 기간이 경과하면 해제권이 발생한다.[1]
- 민법 제548조 제2항은 계약해제로 인한 원상회복의무의 이행으로서 반환하는 금전에는 그 받은 날로부터 이자를 가산하여야 한다고 하고 있는바, 위 이자의 반환은 원상회복의무의 범위에 속하는 것으로 일종의 부당이득반환의 성질을 가지는 것이지 반환의무의 이행지체로 인한 손해배상은 아니라고 할 것이고, 소송촉진등에관한특례법 제3조 제1항은 금전채무의 전부 또는 일부의 이행을 명하는 판결을 선고할 경우에 있어서 금전채무불이행으로 인한 손해배상액 산정의 기준이 되는 법정이율에 관한 특별규정이므로, 위 이자에는 소송촉진등에관한특례법 제3조 제1항에 의한 이율을 적용할 수 없다[2]

## 같이 보기
- 계약

## 참고 문헌
- 세계일보 2008.05.25 이기형의 생활부동산-계약금 지급안된 계약도 유효하다